# Colaptes auricularis
Colaptes auricularis е вид птица от семейство Picidae.

## Разпространение
Видът е разпространен в Мексико.